# Кастела

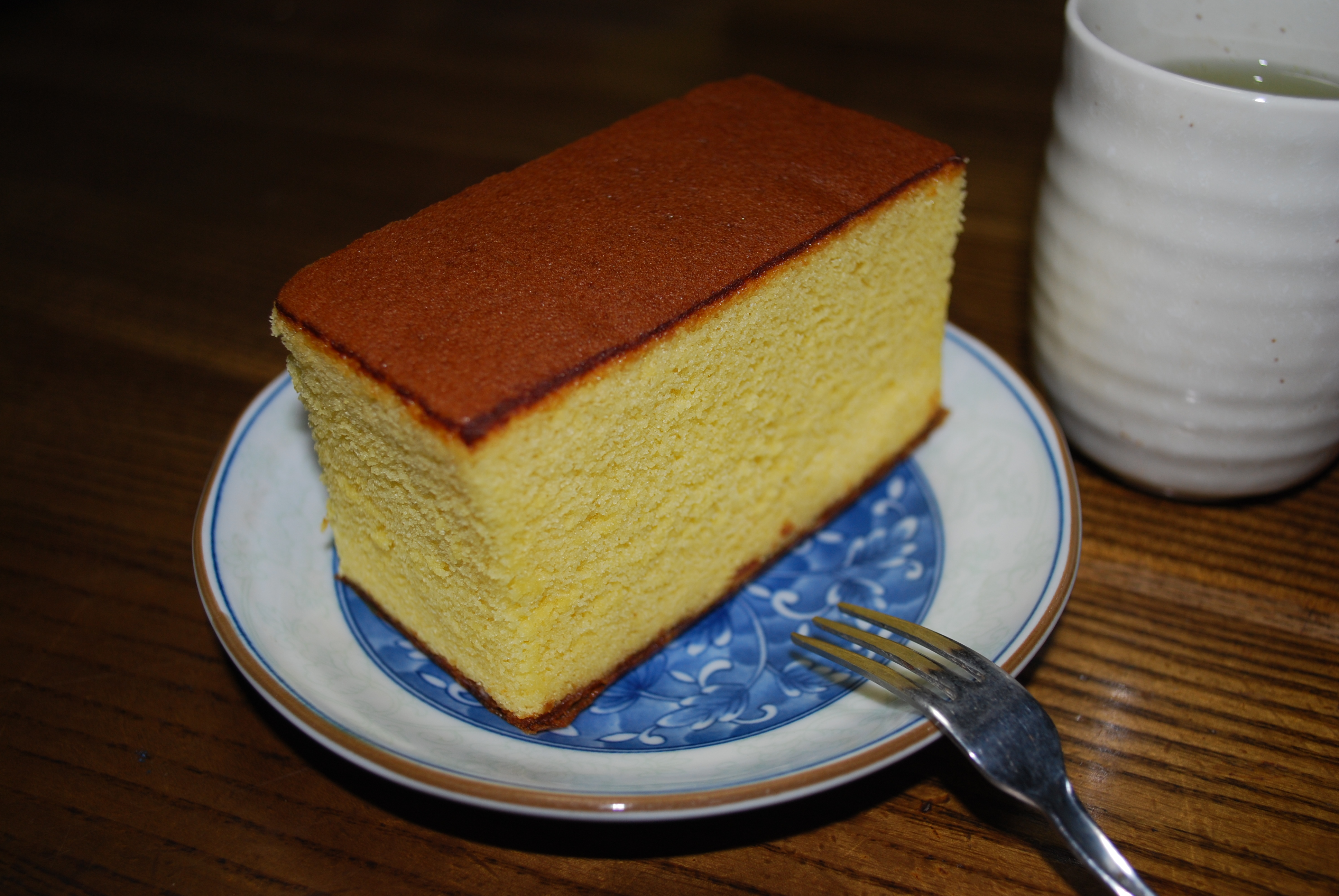
Кастела

Касте́ла (яп. 卵糖, カステラ, касутера) — японський бісквіт португальського походження. Різновид нових японських солодощів. Випікається з тіста, замішаного на пшеничному борошні, яйцях і цукрі. З'явився в Японії в XVI столітті завдяки торговцям з Іберійського півострова. Слово «кастела» походить від португальського Pão de Castela — «Кастильський хліб». Найбільший центр виробництва — Наґасакі. Продається в більшості магазинів у прямокутних коробках 27-сантиметрової довжини. Також — кастера, касутейра (かすていら).

## Опис
В XVI столітті кораблі португальських купців дійшли до берегів Японії. Нагасакі був єдиним, відкритим для міжнародної торгівлі, портом. Португальці привезли з собою багато невідомих для японців речей: рушниці, тютюн, гарбузи і кастелу. Бісквіти добре зберігаються, тому за місяці плавання вони не зіпсувались. В період Едо кастела була дорогим десертом через високі ціни на цукор. Клан Токугава підніс кастелу імператору. З часом смак кастели змінився під дією японських вподобань.
Кастелу готують з натуральних інгредієнтів, вона має ніжний смак. Кастелу роблять з пудрою зеленого чаю, коричневим цукром і медом. Кастелі надають різноманітні форми, зокрема, на мацурі часто продають маленькі бісквіти.